# Juanma Herzog
Juanma Herzog, né le 13 mai 2004 à Santa Cruz de Tenerife en Espagne, est un footballeur espagnol qui évolue au poste de défenseur central au UD Las Palmas.

## Biographie

### En club
Né à Santa Cruz de Tenerife en Espagne, Juanma Herzog est formé par l'UD Las Palmas. Il fait partie des jeunes joueurs du clubs retenus pour participer aux matchs amicaux de présaison lors de l'été 2023.
Il joue son premier match en équipe première le 31 octobre 2023, lors d'une rencontre de coupe d'Espagne face au CE Manacor (en). Il est titularisé lors de cette rencontre remportée par son équipe par trois buts à zéro.
Le 13 janvier 2024, Herzog joue son premier match de Liga, la première division espagnole, face au Villarreal CF. Titulaire ce jour-là, il se fait remarquer en inscrivant également son premier but pour Las Palmas, de la tête sur un service de Sandro Ramírez, et participe ainsi à la victoire de son équipe par trois buts à zéro,.
Après des débuts prometteurs, il semblait être désigné pour jouer davantage durant la saison 2024-2025, pourtant il doit se contenter d'un rôle secondaire dans la rotation des défenseurs centraux, où Álex Suárez, Scott McKenna et Mika Mármol. Le jeune défenseur garde toutefois une cote auprès de certaines équipes qui songent à le recruter, comme l'Atlético de Madrid alors que son contrat de termine en juin 2025.